# 黑龙江新闻
《黑龙江新闻》是黑龙江日报报业集团主管主办的一份朝鲜文报纸。

## 简介
1961年10月1日，《黑龙江新闻》的前身《黑龙江日报朝鲜文周报》创刊，后更名为《黑龙江朝鲜文报》。1983年1月1日，《黑龙江朝鲜文报》从黑龙江日报社分离出来，同年7月1日更名为《黑龙江新闻》。